# Сурское (озеро, Ярославская область)
Сурское — озеро в Любимском районе Ярославской области России; бассейн реки Кострома, в 2 км к юго-западу от устья реки Обнора. Площадь водоёма — 0,46 км².
Сельские населённые пункты около озера: Починок-Чапков, Слобода, Исполино, Заповедник, Починок-Шумилов. В селе Слобода находится Спасо-Преображенский Геннадиев монастырь, основанный преподобными Корнилием Комельским и Геннадием Костромским и Любимоградским.

## Данные водного реестра
По данным государственного водного реестра России относится к Верхневолжскому бассейновому округу, водохозяйственный участок реки — Волга от Рыбинского гидроузла до города Кострома, без реки Кострома от истока до водомерного поста у деревни Исады, речной подбассейн реки — Волга ниже Рыбинского водохранилища до впадения Оки. Речной бассейн реки — (Верхняя) Волга до Куйбышевского водохранилища (без бассейна Оки).
Код объекта в государственном водном реестре — 8010300111110000005796.